# Sziki kocsord
A sziki kocsord vagy orvosi kocsord (Peucedanum officinale) a zellerfélék közé tartozó védett növényfaj, a nagy szikibagoly lepkefaj egyetlen gazdanövénye Magyarországon. Szikes erdei tisztásokon, üde szikes gyepeken található meg.
Nagy termete, szálas levele, vastag gyökerei vannak.

## Élőhely
Magyarországon elsősorban a sziki magaskórós társulásokban fordul elő, amely főleg sziki tölgyesek tisztásain és szegélyén, valamint a nagyobb alföldi folyók egykori árterének különböző mértékben kiszáradt és elszikesedett gyepeiben található meg. A harmadik tipikus élőhely az Északi-középhegység déli lejtőin, gyakran egykori szőlők helyén kialakult félszáraz gyepek, többnyire lejtősztyepprétek területén, többek közt a Hevesi Füves Puszták Tájvédelmi Körzet területén is előfordul.
Míg az erdősztyepp-jellegű sziki tölgyesek szélein-tisztásain található sziki magaskórósok környezetvédelmi szempontból stabil élőhelynek tekinthetők, addig a második csoportba tartozó gyepek fajösszetétele jelentősen változhat, a sziki kocsordot kiszoríthatja a réti őszirózsa (Aster punctatus), amit a megfelelő időben történő kaszálás akadályozhat meg.

## Lásd még
- Peucedanum alsaticum: buglyos kocsord